# Aristides Josuel dos Santos
Aristides Josuel dos Santos, connu sous le nom de Josuel, né le 14 juin 1970 à Barueri, dans l'État de São Paulo, au Brésil, est un ancien joueur brésilien de basket-ball. Il évolue durant sa carrière au poste de pivot.

## Palmarès
- Champion des Amériques 1988
- 3e du championnat des Amériques 1992
- 3e du championnat des Amériques 1995
- 3e des Jeux panaméricains de 1995
- Vainqueur des Jeux panaméricains de 1999